# Biskupi lubelscy i chełmscy
Biskupi lubelscy i chełmscy – tytuł biskupów prawosławnych, zwierzchników diecezji lubelsko-chełmskiej Polskiego Autokefalicznego Kościoła Prawosławnego. 

## Historia
Przed powołaniem diecezji (1989) tytuł biskupa lubelskiego nosił biskup pomocniczy (wikariusz) eparchii chełmsko-warszawskiej, diecezji warszawsko-chełmskiej i warszawsko-bielskiej. Wcześniej prawosławnym biskupem chełmskim był natomiast zwierzchnik diecezji chełmskiej:
- eparchia chełmskiej Patriarchatu Konstantynopolitańskiego (1223–1596, 1650–1651)
- eparchia chełmskiej Patriarchatu Moskiewskiego (1905–1922)
- diecezji chełmsko-podlaskiej Autokefalicznego Kościoła Prawosławnego w Generalnej Guberni i PAKP (1940–1945)

## Biskupi lubelscy
Biskupi lubelscy, wikariusze eparchii chełmsko-warszawskiej Rosyjskiego Kościoła Prawosławnego:
- Marceli (Popiel) (8 czerwca 1875 – 9 grudnia 1878)
- Modest (Strilbyćkyj) (9 grudnia 1878 – 7 czerwca 1885)
- Flawian (Gorodiecki) (29 czerwca 1885 – 14 grudnia 1891)
- Gedeon (Pokrowski) (12 stycznia 1892 – 22 grudnia 1896)
- Tichon (Biełławin) (19 października 1897 – 14 września 1898)
- German (Iwanow) (1 listopada 1898 – 5 grudnia 1902)
- Eulogiusz (Gieorgijewski) (2 stycznia 1903 – 18 lipca 1905, następnie ordynariusz nowej eparchii chełmskiej)

Biskupi lubelscy, wikariusze diecezji warszawsko-chełmskiej Polskiego Autokefalicznego Kościoła Prawosławnego:
- Aleksander (Inoziemcow) (4 czerwca 1922 – koniec 1922)
- Antoni (Marcenko) (25 lutego 1923 – 1928)
- Sawa (Sowietow) (3 kwietnia 1932 – 1937)
- Tymoteusz (Szretter) (27 listopada 1938 – 15 lipca 1946[a])

Biskupi lubelscy, wikariusze diecezji warszawsko-bielskiej Polskiego Autokefalicznego Kościoła Prawosławnego:
- Nikanor (Niesłuchowski) (28 stycznia 1958 – 5 maja 1966)
- Aleksy (Jaroszuk) (17 grudnia 1969 – 16 stycznia 1970)
- Szymon (Romańczuk) (26 listopada 1979 – 18 sierpnia 1981)
- Adam (Dubec) (30 stycznia 1983 – 22 września 1983)

Biskupi lubelscy i chełmscy, ordynariusze diecezji lubelsko-chełmskiej:
- Abel (Popławski) (od 25 marca 1989 jako biskup, od 2001 arcybiskup[4])